# Seznam čilenskih nogometašev
Seznam čilenskih nogometašev.

## A
- Clarence Acuña

## B
- Claudio Bravo
- Jean Beausejour

## C
- Carlos Carmona
- Roberto Cereceda
- Nicolás Córdova
- Cristián Cuevas

## E
- Marco Estrada

## F
- Matias Fernandez
- Elías Figueroa
- Ismael Fuentes

## G
- Mark González
- Sebastián González

## I
- Mauricio Isla

## J
- Gonzalo Jara

## L
- Sergio Sapo Livingstone

## M
- Gary Medel
- Rodrigo Millar
- David Moya
- Luis Musrri

## N
- Reinaldo Navia

## O
- Rafael Olarra
- Fabian Orellana

## P
- Sebastián Pardo
- David Pizarro
- Waldo Ponce

## R
- Carlos Reinoso
- Ricardo Rojas
- Robert Rojas
- Sebastián Rozental
- Rodrigo Ruiz

## S
- Marcelo Salas
- Aaron Silva
- Alexis Sanchez
- Humberto Suazo

## T
- Rodrigo Tello

## V
- Arturo Vidal

## Y
- Patricio Yáñez

## Z
- Iván Zamorano (Iván Luis Zamorano Zamora)